# Lü Chuej-chuej
Lü Chuej-chuej (čínsky pchin-jinem Lǚ Huìhuì, znaky zjednodušené 吕会会; * 26. června 1989 Sin-siang) je čínská atletka, jejíž specializací je hod oštěpem.Získala stříbrnou medaili na mistrovství světa 2015 a bronzové medaile na mistrovství světa 2017 a 2019. V roce 2012 překonala asijský rekord výkonem 64,95 m. V roce 2015 to zlepšila na 66,13 m a v roce 2017 na asijský rekord 67,59 m.